# Kris Meeke
Kris Meeke (Dungannon, Irlanda del Norte, 2 de julio de 1979) es un piloto de rally que compite en el IRC y el Campeonato del Mundo de Rally. Ha sido vencedor del IRC en 2009 y fue piloto oficial del equipo Mini en el Mundial en 2011 y desde 2012 de Citroën. Logró su primera victoria mundialista en el Rally de Argentina de 2015.

## Trayectoria
Meeke comenzó a disputar el Campeonato Mundial de Rally Junior en 2003. Al volante de un Opel Corsa, resultó segundo en España y abanddonó en cinco carreras. En 2004 fue tercero en su clase en el Rally de Monte Carlo y segundo en el Rally de Gran Bretaña.
Habiendo cambiado a un Citroën C2 en la última fecha de 2004, el piloto triunfó en 2005 en Monte Carlo, fue segundo en Alemania y tercero en Italia. Así, se colocó tercero en el campeonato, por detrás de Daniel Sordo y Guy Wilks. El británico corrió seis de las nueve fechas de 2006, obteniendo el primer puesto en Alemania, el tercero en España, el quinto en Turquía y tres abandonos.
En 2009, Meeke fue contratado por la filial británica de Peugeot para disputar el Intercontinental Rally Challenge con un Peugeot 207 S2000. Logró cuatro victorias en Brasil, Portugal, Ypres y Sen Remo, asó como el segundo puesto en Zlín y Asturias. Por tanto, se coronó campeón ante Jan Kopecký y Freddy Loix. En 2010 repitió victoria en Brasil, resultó segundo en Azores, tercero en Esocicia y cuarto en Islas Canarias, Zlín y San Remo. Sin embargo, acumuló cinco abandonos, y quedó tercero en el campeonato por detrás de Juho Hänninen y Kopecký.
Prodrive contrató a Meeke en 2011 para disputar algunas fechas del Campeonato Mundial de Rally con un Mini Countryman WRC oficial. Luego de cuatro abandonos, resultó quinto en Cataluña y Gran Bretaña. Debido a problemas entre Prodrive y Mini, Meeke quedó sin butaca en 2012.

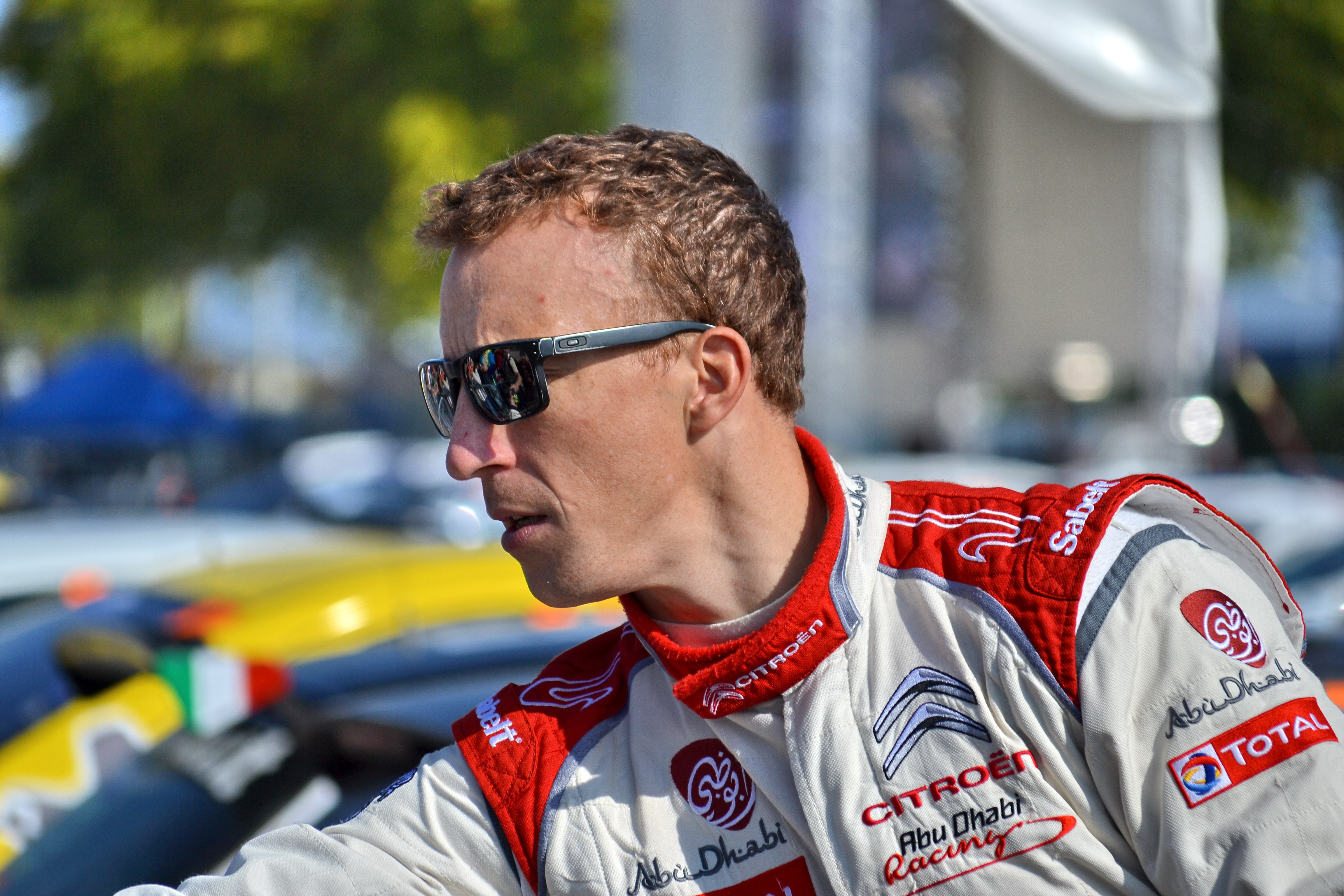
Kris Meeke en el Rally de Francia - Alsacia de 2014.

En 2013 participó en dos carreras con el equipo semioficial Abu Dhabi Citroën: en el Rally de Finlandia en sustitución de Khalid Al Qassimi y en el Rally de Australia en lugar del español Dani Sordo, abandonando en ambas carreras.
En 2014 la marca francesa Citroën lo fichó como piloto oficial. Fue tercero en Mónaco, Argentina, Finlandia y Francia, así como cuarto en Australia. Así, culminó séptimo en el campeonato.
Continuando en el equipo oficial Citroën en 2015, Meeka obtuvo su primera victoria mundialista en el Rally de Argentina. Además resultó segundo en Gran Bretaña, tercero en Australia, cuarto en Portugal y Córcega, y quinto en Cataluña. El británico se ubicó quinto en el campeonato de pilotos, cuatro puntos debajo de su compañero de equipo Mads Østberg,
El equipo oficial de Citroën se tomó un año sabáto en el Campeonato Mundial 2016. Meeke se unió al equipo semioficial Abu Dhabi Total, con el que ganó en Portugal y Finlandia.
Participa en el Rally Dakar de 2021 con un Zéphyr del equipo PH Sports en la categoría de prototipos ligeros ganando el prólogo y 3 etapas más.

## Victorias

### Victorias en el WRC
| # | Rally                                    | Temp. | Copiloto   | Auto            |
| - | ---------------------------------------- | ----- | ---------- | --------------- |
| 1 | 35º XION Rally Argentina                 | 2015  | Paul Nagle | Citroën DS3 WRC |
| 2 | 50.º Vodafone Rally de Portugal          | 2016  | Paul Nagle | Citroën DS3 WRC |
| 3 | 66. Neste Rally Finland                  | 2016  | Paul Nagle | Citroën DS3 WRC |
| 4 | 14º Rally Guanajuato México              | 2017  | Paul Nagle | Citroën C3 WRC  |
| 5 | 53° RACC Rally Catalunya — Costa Daurada | 2017  | Paul Nagle | Citroën C3 WRC  |

### Victorias en el JWRC
| # | Rally                                  | Temp. | Copiloto        | Auto             |
| - | -------------------------------------- | ----- | --------------- | ---------------- |
| 1 | 73ème Rallye Automobile de Monte-Carlo | 2005  | Chris Patterson | Citroën C2 S1600 |
| 2 | 25. Rallye Deutschland                 | 2006  | Glenn Patterson | Citroën C2 S1600 |

### Victorias en el IRC
| # | Rally                               | Temp. | Copiloto   | Auto              |
| - | ----------------------------------- | ----- | ---------- | ----------------- |
| 1 | 29. Rally Internacional de Curitiba | 2009  | Paul Nagle | Peugeot 207 S2000 |
| 2 | 44. SATA Rallye Açores              | 2009  | Paul Nagle | Peugeot 207 S2000 |
| 3 | 45. Belgium Ypres Westhoek Rally    | 2009  | Paul Nagle | Peugeot 207 S2000 |
| 4 | 51° Rallye Sanremo                  | 2009  | Paul Nagle | Peugeot 207 S2000 |
| 5 | 30. Rally Internacional de Curitiba | 2010  | Paul Nagle | Peugeot 207 S2000 |

## Resultados

### Resultados Campeonato Mundial de Rally
| Año  | Equipo                      | Vehículo                   | 1       | 2       | 3       | 4       | 5       | 6       | 7       | 8       | 9       | 10      | 11      | 12      | 13     | 14      | 15      | 16      | Posición | Puntos |
| ---- | --------------------------- | -------------------------- | ------- | ------- | ------- | ------- | ------- | ------- | ------- | ------- | ------- | ------- | ------- | ------- | ------ | ------- | ------- | ------- | -------- | ------ |
| 2002 | Kris Meeke                  | Ford Puma S1600            | MON     | SWE     | COR     | ESP     | CHI     | ARG     | GRE     | SAF     | FIN     | GER     | SRM     | NZL     | AUS    | GBR Ret |         |         | -        | 0      |
| 2003 | Kris Meeke                  | Opel Corsa S1600           | MON 29  | SWE     | TUR Ret | NZL     | ARG     | GRE Ret | CHI     | GER     | FIN Ret | AUS     | ITA Ret | COR     | ESP 19 | GBR Ret |         |         | -        | 0      |
| 2004 | Kris Meeke                  | Opel Corsa S1600           | MON 14  | SWE     | MEX     | NZL     | CHI     | GRE Ret | TUR Ret | ARG     | FIN Ret | GER     | JAP     | GBR 20  | ITA 16 |         |         |         | -        | 0      |
| 2004 | Kris Meeke                  | Citroën C2 S1600           |         |         |         |         |         |         |         |         |         |         |         |         |        | COR     | ESP 25  | AUS     | -        | 0      |
| 2005 | Kris Meeke                  | Citroën C2 S1600           | MON 11  | SWE     | MEX     | NZL     | ITA 20  | CYP     | TUR     | GRE 26  | ARG     | FIN 39  | GER 14  |         | JPN    | FRA 25  | ESP 28  | AUS     | -        | 0      |
| 2005 | Kris Meeke                  | Subaru Impreza WRC         |         |         |         |         |         |         |         |         |         |         |         | GBR 9   |        |         |         |         | -        | 0      |
| 2006 | Kris Meeke                  | Citroën C2 S1600           | MON     | SWE     | MEX     | ESP 19  | FRA Ret | ARG     | ITA     | GRE     | GER 16  | FIN Ret | JPN     | CYP     | TUR 20 | AUS     | NZL     | GBR Ret | -        | 0      |
| 2007 | Kris Meeke                  | Subaru Impreza WRC         | MON     | SWE     | NOR     | MEX     | POR     | ARG     | ITA     | GRE     | FIN     | GER     | NZL     | ESP     | FRA    | JPN     | IRE Ret | GBR     | -        | 0      |
| 2008 | Kris Meeke                  | Renault Clio S1600         | MON     | SWE     | MEX     | ARG     | JOR     | ITA     | GRE     | TUR     | FIN     | GER 24  | NZL     |         | FRA    | JPN     | GBR     |         | -        | 0      |
| 2008 | Interspeed Racing Team      | Renault Clio R3            |         |         |         |         |         |         |         |         |         |         |         | ESP Ret |        |         |         |         | -        | 0      |
| 2011 | Mini WRC Team               | Mini John Cooper Works WRC | SWE     | MEX     | POR     | JOR     | ITA Ret | ARG     | GRE     | FIN Ret | GER Ret | AUS     | FRA Ret | ESP 5   | GBR 4  |         |         |         | 11º      | 25     |
| 2013 | Abu Dhabi Citroën WRT       | Citroën DS3 WRC            | MON     | SWE     | MEX     | POR     | ARG     | GRE     | ITA     | FIN Ret | GER     | AUS Ret | FRA     | ESP     | GBR    |         |         |         | -        | 0      |
| 2014 | Citroën World Rally Team    | Citroën DS3 WRC            | MON 3   | SWE 10  | MEX Ret | POR Ret | ARG 3   | ITA 18  | POL 7   | FIN 3   | GER Ret | AUS 4   | FRA 3   | ESP 19  | GBR 6  |         |         |         | 7º       | 92     |
| 2015 | Citroën World Rally Team    | Citroën DS3 WRC            | MON 10  | SWE 7   | MEX 16  | ARG 1   | POR 4   | ITA 24  | POL 7   | FIN 17  | DEU 12  | AUS 3   | FRA 4   | ESP 5   | GBR 2  |         |         |         | 5º       | 112    |
| 2016 | Abu Dhabi Total WRT         | Citroën DS3 WRC            | MON 67  | SWE 23  | MEX     | ARG     | POR 1   | ITA     | POL     | FIN 1   | DEU     | AUS     | FRA 16  | ESP Ret | GBR 5  |         |         |         | 9º       | 64     |
| 2017 | Citroën Total Abu Dhabi WRT | Citroën C3 WRC             | MON Ret | SWE 12  | MEX 1   | FRA Ret | ARG Ret | POR 18  | ITA Ret | POL     | FIN 8   | GER Ret | ESP 1   | GBR 7   | AUS 7  |         |         |         | 7º       | 77     |
| 2018 | Citroën Total Abu Dhabi WRT | Citroën C3 WRC             | MON 4   | SWE Ret | MEX 3   | FRA 9   | ARG 7   | POR Ret | ITA WD  | FIN     | GER     | TUR     | GBR     | ESP     | AUS    |         |         |         | 14°      | 43     |
| 2019 | Toyota Gazoo Racing WRT     | Toyota Yaris WRC           | MON 6   | SWE 6   | MEX 5   | FRA 9   | ARG 4   | CHL 10  | POR Ret | ITA 8   | FIN Ret | GER 2   | TUR 7   | GBR 4   | ESP 29 | AUS C   |         |         | 6º       | 98     |
| 2023 | Sports & You                | Hyundai i20 N Rally2       | MON     | SWE     | MEX     | CRO     | POR Ret | ITA     | SAF     | EST     | FIN     | GRE     | CHL     | EUR     | JPN    |         |         |         | -        | 0      |

### Resultados en el Campeonato Mundial de Rally Junior
| Año  | Equipo                 | Vehículo         | 1      | 2       | 3       | 4       | 5       | 6       | 7       | 8     | 9       | Posición | Puntos |
| ---- | ---------------------- | ---------------- | ------ | ------- | ------- | ------- | ------- | ------- | ------- | ----- | ------- | -------- | ------ |
| 2003 | Kris Meeke             | Opel Corsa S1600 | MON 12 | TUR Ret | GRE Ret | FIN Ret | ITA Ret | ESP 2   | GBR Ret |       |         | 14º      | 8      |
| 2004 | Kris Meeke             | Opel Corsa S1600 | MON 3  | GRE Ret | TUR Ret | FIN Ret | GBR 2   | ITA 7   |         |       |         | 7º       | 19     |
| 2004 | Kris Meeke             | Citroën C2 S1600 |        |         |         |         |         |         | ESP 25  |       |         | 7º       | 19     |
| 2005 | Kris Meeke             | Citroën C2 S1600 | MON 1  | MEX     | ITA 3   | GRE 6   | FIN 7   | GER 2   | FRA 8   | ESP 7 |         | 3º       | 32     |
| 2006 | Kris Meeke             | Citroën C2 S1600 | SWE    | ESP 3   | FRA Ret | ARG     | ITA     | GER 1   | FIN Ret | TUR 5 | GBR Ret | 7º       | 20     |
| 2008 | Interspeed Racing Team | Renault Clio R3  | MEX    | JOR     | ITA     | FIN     | GER     | ESP Ret | FRA     |       |         | -        | 0      |

### Resultados IRC
| Año  | Equipo     | Vehículo          | 1       | 2     | 3       | 4     | 5       | 6       | 7     | 8       | 9     | 10    | 11      | 12  | Posición | Puntos |
| ---- | ---------- | ----------------- | ------- | ----- | ------- | ----- | ------- | ------- | ----- | ------- | ----- | ----- | ------- | --- | -------- | ------ |
| 2009 | Peugeot UK | Peugeot 207 S2000 | MON Ret | CUR 1 | KEN     | AZO 1 | YPR 1   | RUS     | MAD 5 | BCZ 2   | ESP 2 | ITA 1 | SCO DSQ |     | 1º       | 66     |
| 2010 | Peugeot UK | Peugeot 207 S2000 | MON Ret | CUR 1 | ARG Ret | CAN 4 | ITA Ret | BEL Ret | AZO 2 | MAD Ret | CZE 4 | ITA 4 | SCO 3   | CYP | 3º       | 39     |

### Rally Dakar
| Año     | Clase                           | Vehículo | Posición | Victorias en etapa |
| ------- | ------------------------------- | -------- | -------- | ------------------ |
| 2021    | Prototipos Ligeros / Challenger | PH-Sport | 41.º     | 4                  |
| 2024    | Prototipos Ligeros / Challenger | OT3      | Ret.     | -                  |
| Fuente: |                                 |          |          |                    |

| Predecesor: Nicolas Vouilloz | Campeón del IRC 2009 | Sucesor: Juho Hänninen |